# Eulecanium albodermis
Eulecanium albodermis är en insektsart som beskrevs av Chen 1962. Eulecanium albodermis ingår i släktet Eulecanium och familjen skålsköldlöss. Inga underarter finns listade i Catalogue of Life.